# Episkopibukten
Episkopibukten (grekiska: Kólpos Episkopís, engelska: Episkopi Bay) är en bukt i det av Storbritannien avhängiga territoriet Akrotiri och Dhekelia, beläget på ön Cyperns sydkust.

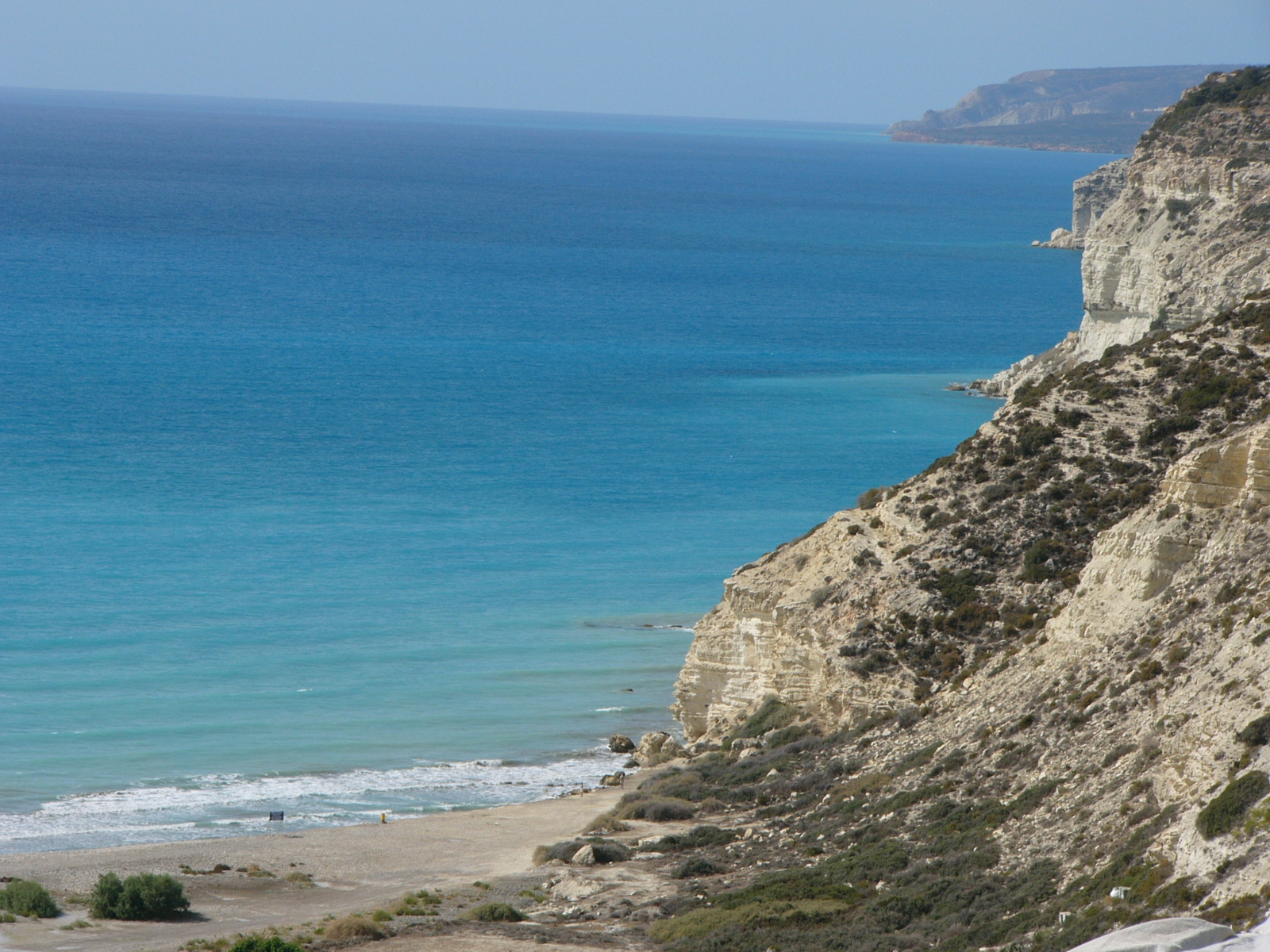
Episkopibukten